# نانسي هوغشيد ماكار
نانسي هوغشيد ماكار (Nancy Hogshead-Makar) هي لاعبة أولمبية لرياضة السباحة من الولايات المتحدة. شاركت في الأولمبياد الصيفي في 1984، وفازت بما مجموعه 4 ميداليات.

## الميداليات
| ذهب | فضة | برونز | المجموع |
| 3   | 1   | 0     | 4       |

## روابط خارجية
- نانسي هوغشيد ماكار على موقع الاتحاد الدولي للسباحة (الإنجليزية)
- نانسي هوغشيد ماكار على موقع قاعة مشاهير السباحة العالمية (الإنجليزية)
- نانسي هوغشيد ماكار على موقع اللجنة الأولمبية الدولية (الإنجليزية)
- نانسي هوغشيد ماكار على موقع أوليمبيديا (الإنجليزية)
- نانسي هوغشيد ماكار على موقع قاعة فلوريدا للمشاهير الرياضية (الإنجليزية)